# 交響曲第29番 (ハイドン)
交響曲第29番 ホ長調 Hob. I:29 は、フランツ・ヨーゼフ・ハイドンが1765年に作曲した交響曲。
第28番から第31番『ホルン信号』までの4曲は、残された自筆原稿から1765年に作曲されたことが判明している。また、ハイドンの交響曲の中でもホ長調の作品は少なく、他に第12番があるのみである。

## 編成
オーボエ2、ホルン2、第1ヴァイオリン、第2ヴァイオリン、ヴィオラ、低音（チェロ、ファゴット、コントラバス）。

## 曲の構成
全4楽章、演奏時間は約23分。
- 第1楽章 アレグロ・ディ・モルト
ホ長調、4分の3拍子、ソナタ形式。
4分音符が主体であり、テンポ指定の割りにゆったりと進行する印象を受ける。弦楽器のモティーフにオーボエの和音が応える印象的な第1主題を中心に展開されている。

- 第2楽章 アンダンテ
イ長調、4分の2拍子、ソナタ形式。
弦楽器のみで演奏される。モティーフの断片を第1ヴァイオリンと第2ヴァイオリンで交互に出し合い主題の旋律を形成する。旋律の反復の際には役割が交替する。合間に、低弦により流れを分断するような強奏で合いの手が挟まれる。第2主題はシンコペーションのリズム。

- 第3楽章 メヌエット：アレグレット - トリオ
ホ長調 - ホ短調、4分の3拍子。
主部は流れるような旋律で一貫し、強弱の対比がはっきりしている。トリオはホ短調にかわり、ホルンと弦楽器により伴奏と思われる音型が延々と奏されるものの、旋律らしいパートを欠いていて異様である。これは作曲者の独創性との見方もできるが、当初書かれていたものが演奏者の都合で削除された可能性もある。

- 第4楽章 フィナーレ：プレスト
ホ長調、4分の4拍子、ソナタ形式。
アルペッジョや音階で広い音域を上昇や下降する動機を組み合わせた快活な楽章。低音楽器は単純に同じ音を刻む。アルペッジョによる冒頭動機は展開部において徹底されている。推移部は主に音階の下降、結尾は音階上昇からなりバランスが取れている。